# Què fem amb la Maisie?
Què fem amb la Maisie? (títol original en anglès, What Maisie Knew) és una pel·lícula dramàtica del 2012 dirigida per Scott McGehee i David Siegel i escrita per Carroll Cartwright i Nancy Doyne. Protagonitzada per Julianne Moore, Alexander Skarsgård, Onata Aprile, Joanna Vanderham i Steve Coogan, és una adaptació moderna de la novel·la de 1897 de Henry James What Maisie Knew. La pel·lícula se centra en la Maisie, una nena de sis anys, enmig d'una batalla per la custòdia entre els seus pares negligents i les seves noves parelles. S'ha doblat i subtitulat al català.
Cartwright i Doyne van escriure el guió de la pel·lícula el 1995, però el projecte va llanguir en un development hell fins que McGehee i Siegel van ser contractats com a directors. Es va rodar a Nova York durant set setmanes el 2011 amb la banda sonora de Nick Urata de DeVotchKa. La pel·lícula es va estrenar al Festival Internacional de Cinema de Toronto de 2012 i es va estrenar a les sales el 3 de maig de 2013. Va guanyar 2,7 milions de dòlars a la taquilla mundial i va rebre crítiques positives.